# Перші Сіньяли (Маріїнсько-Посадський район)
Перші Сінья́ли (рос. Первые Синьялы, чув. Çĕньял Пукаш) — присілок у складі Маріїнсько-Посадського району Чувашії, Росія. Входить до складу Ельбарусовського сільського поселення.
Населення — 96 осіб (2010; 132 у 2002).
Національний склад:
- чуваші — 99 %

Стара назва — Сіньяли 1-і.